# Portrait d'Emilia Pia de Montefeltro
Le Portrait d'Emilia Pia de Montefeltro (en italien : Ritratto di Emilia Pia da Montefeltro ) est une peinture à l'huile sur bois de 58 × 36 cm,  réalisée par le peintre Raphaël vers de 1504-1505, et conservée au Baltimore Museum of Art à Baltimore.

## Histoire
L'œuvre comporte sur le verso une l'inscription Emilia Pia da Montefeltro et un cachet [Fo]ntico tedescho di V[enezia], c'est-à-dire Fontego dei Tedeschi.
Les hypothèses les plus accréditées lient ce travail aux commandes des Montefeltro et Della Rovere à Raphaël qui réalisa une série d'œuvres qui quittèrent Urbino pour Florence comme dot de Vittoria della Rovere (1625).
Le portrait se retrouva à Vienne où il a été restauré par Sikora avant de rejoindre la collection Covay-Stoop d'Erlenbach, près de Zurich. Il fut vendu et arriva à la galerie Kleinberger de New York pour rejoindre finalement le Baltimore Museum of Art.
Si l'identification d'Emilia Pia de Montefeltro ne pose aucun problème, car elle est confirmée par une médaille attribuée à Adriano Fiorentino, l'attribution à Raphaël est plus problématique. Ce tableau a suscité les mêmes interrogations que le Portrait d'Elisabetta Gonzaga avec lequel il a des analogies historiques, formelles et attributives.
L'historien d'art Gronau a été le premier à citer Raphaël, rejoint par la suite par Bernard Berenson, Roberto Longhi, Robert Volpe et Ettore Camesasca. Seul Francesco Brizio repoussa cette hypothèse.
La datation proposée de la peinture est basée sur des données stylistiques, sur l'âge du personnage représenté et par la datation du portrait d'Elisabetta Gonzaga, aujourd'hui au musée des Offices.

## Description
Emilia Pia da Montefeltro (née Emilia Pia da Carpi), noble courtisane à la cour d'Urbino, décrite dans Le Livre du Courtisan de Baldassare Castiglione fut l'épouse d'Antonio II da Montefeltro, fils naturel du duc Frédéric III de Montefeltro ; elle était une des plus intimes amies et confidente de sa belle-sœur Elisabetta Gonzaga.
Emilia Pia est représentée en buste en une pose frontale insolite, plutôt archaïque (médiévale) sur un fond sombre uniforme.
Son habit est simple et de couleur sombre. Elle ne porte aucun bijou et sa coiffure peu élaborée est de forme plutôt monacale et seul son ample décolleté nous fait comprendre que nous sommes en présence du portrait d'une noble dame.

## Analyse
Les détails physiques, même ceux esthétiquement imparfaits, sont traités par l'artiste avec une objectivité raffinée qui ne porte pas atteinte à la dignité du personnage.

## Sources
- (it) Cet article est partiellement ou en totalité issu de l’article de Wikipédia en italien intitulé « Ritratto di Emilia Pia da Montefeltro » (voir la liste des auteurs).